# Janov (okres Rychnov nad Kněžnou)
Janov (německy Johanneshöfen) je obec, která se nachází v okrese Rychnov nad Kněžnou v Královéhradeckém kraji. Žije zde 117 obyvatel.

## Části obce
- Janov
- Tis

## Historie
První písemná zmínka o obci pochází z roku 1544.

## Okolí
Asi 600 m jihozápadně od obce v lese na Janovském potoce, v katastru obce Bystré se nalézá Panský rybník. Je využíván pro chov ryb.

## Galerie

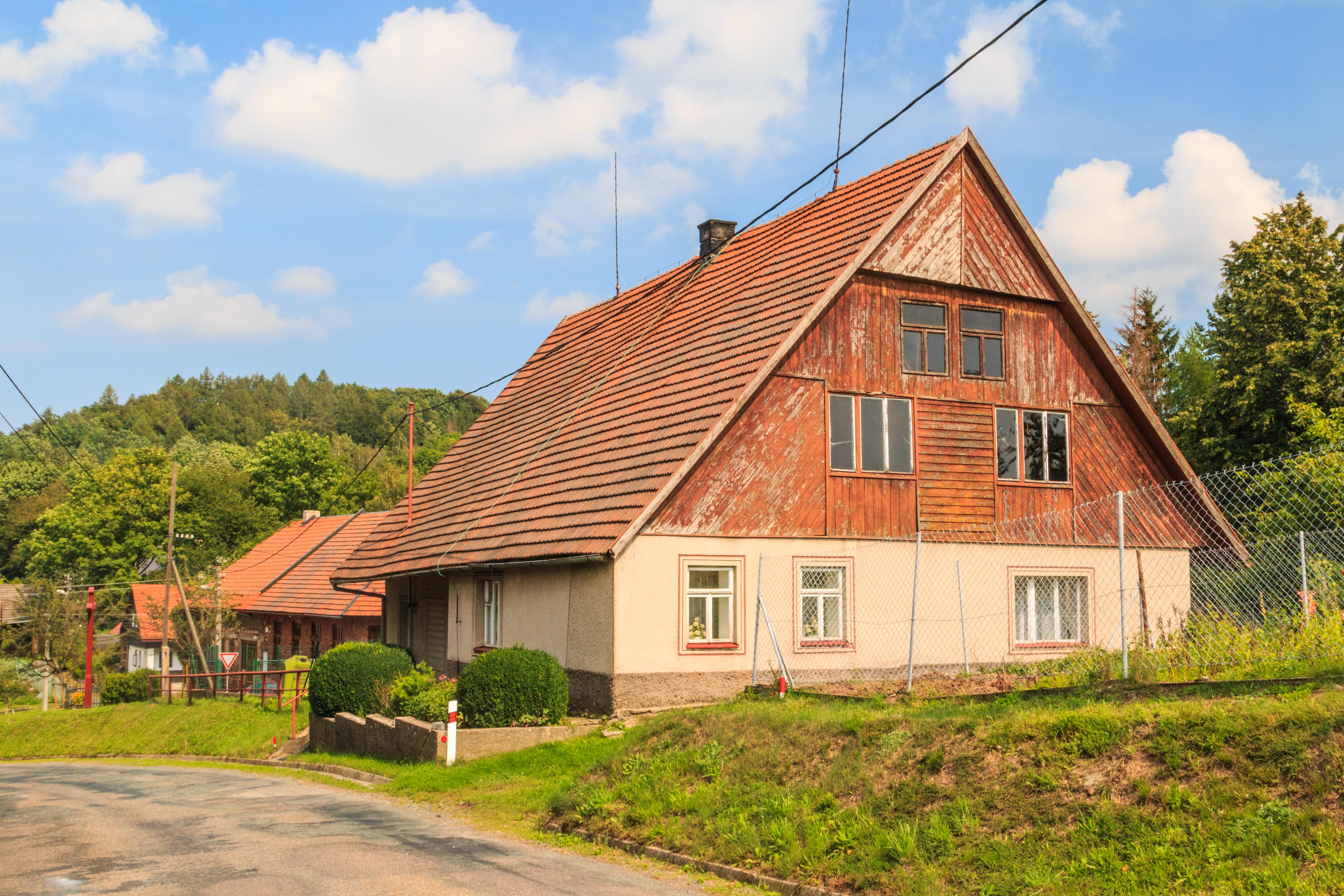
Dům čp. 1
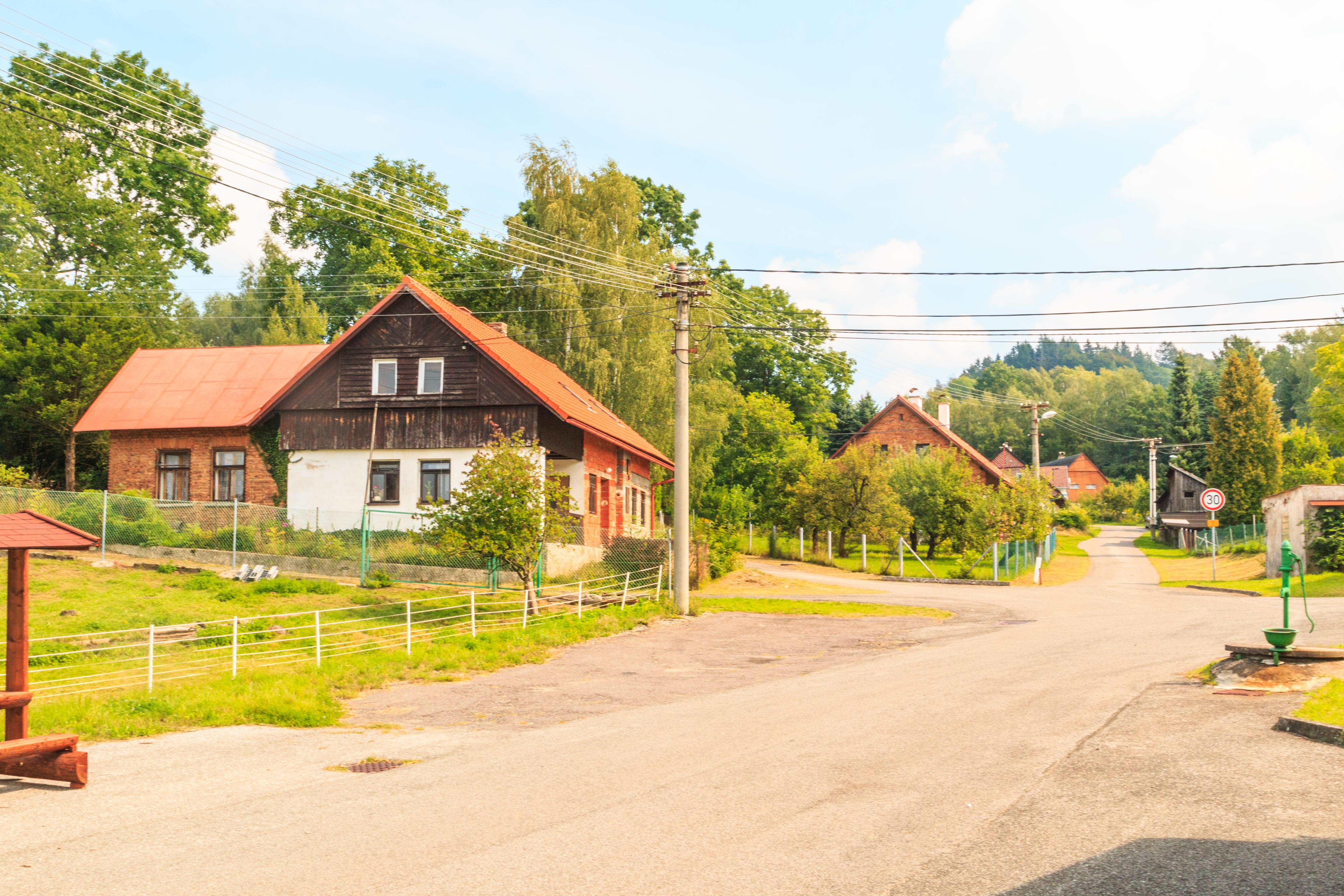
Dům čp. 11
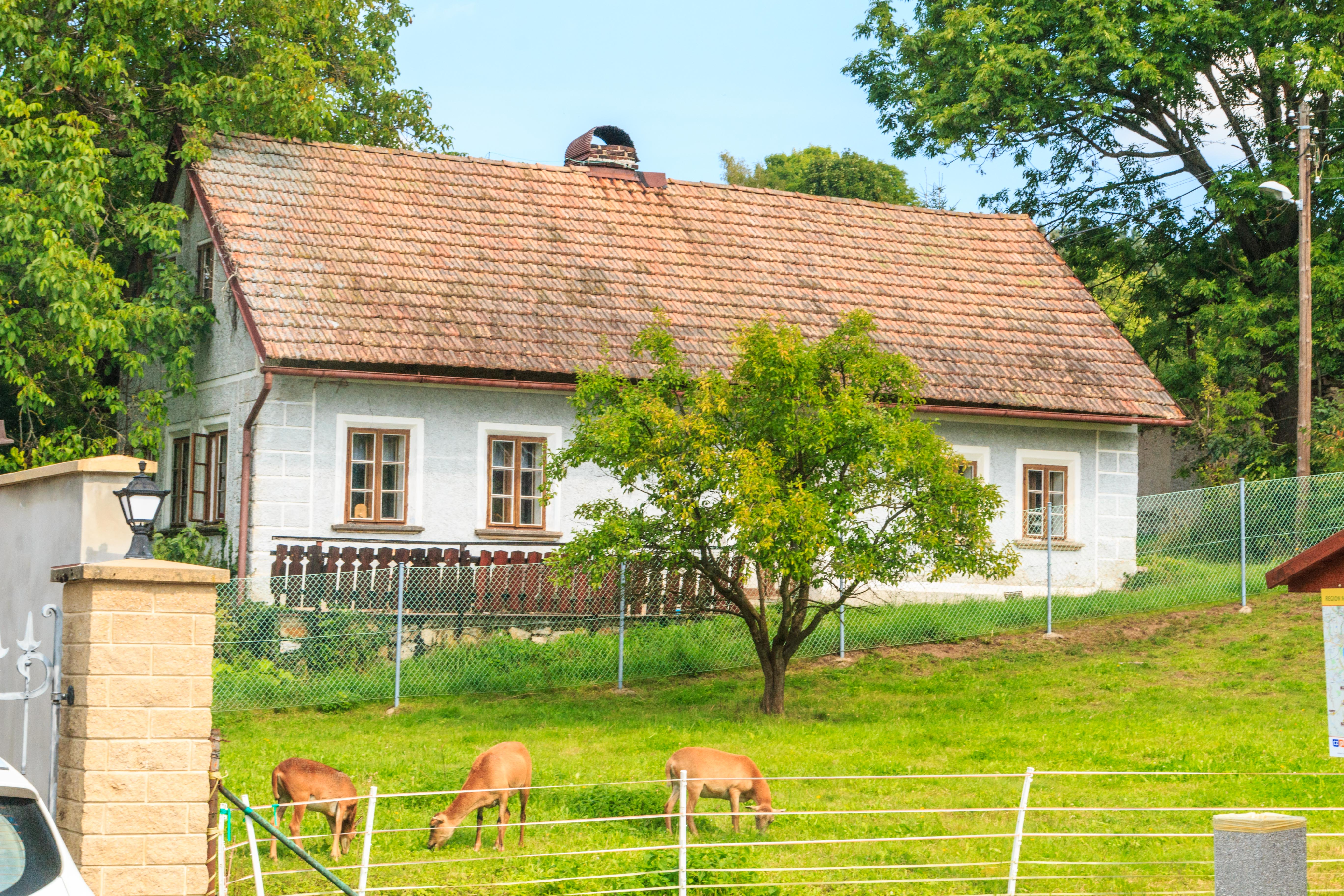
Dům čp. 47
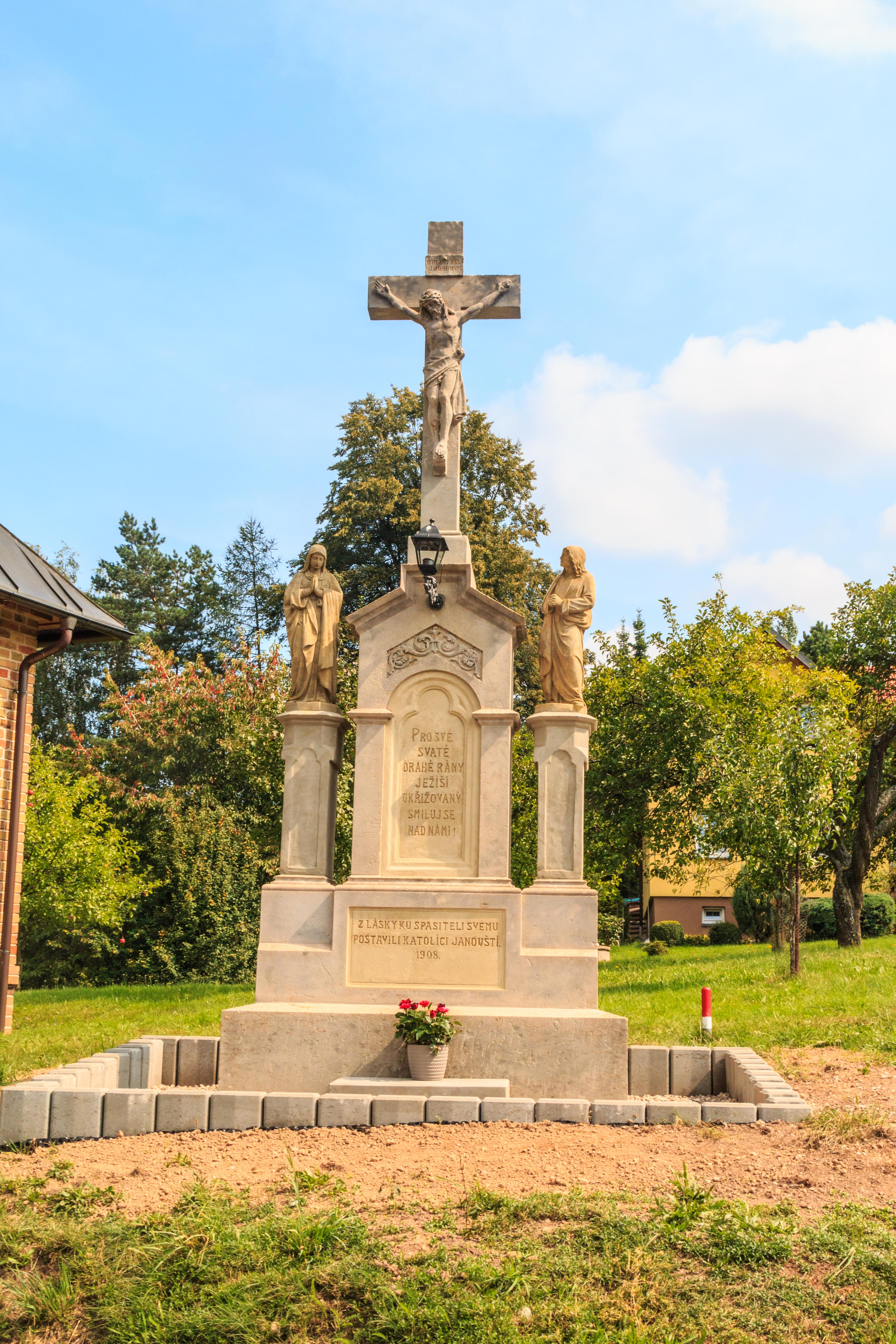
Kalvárie
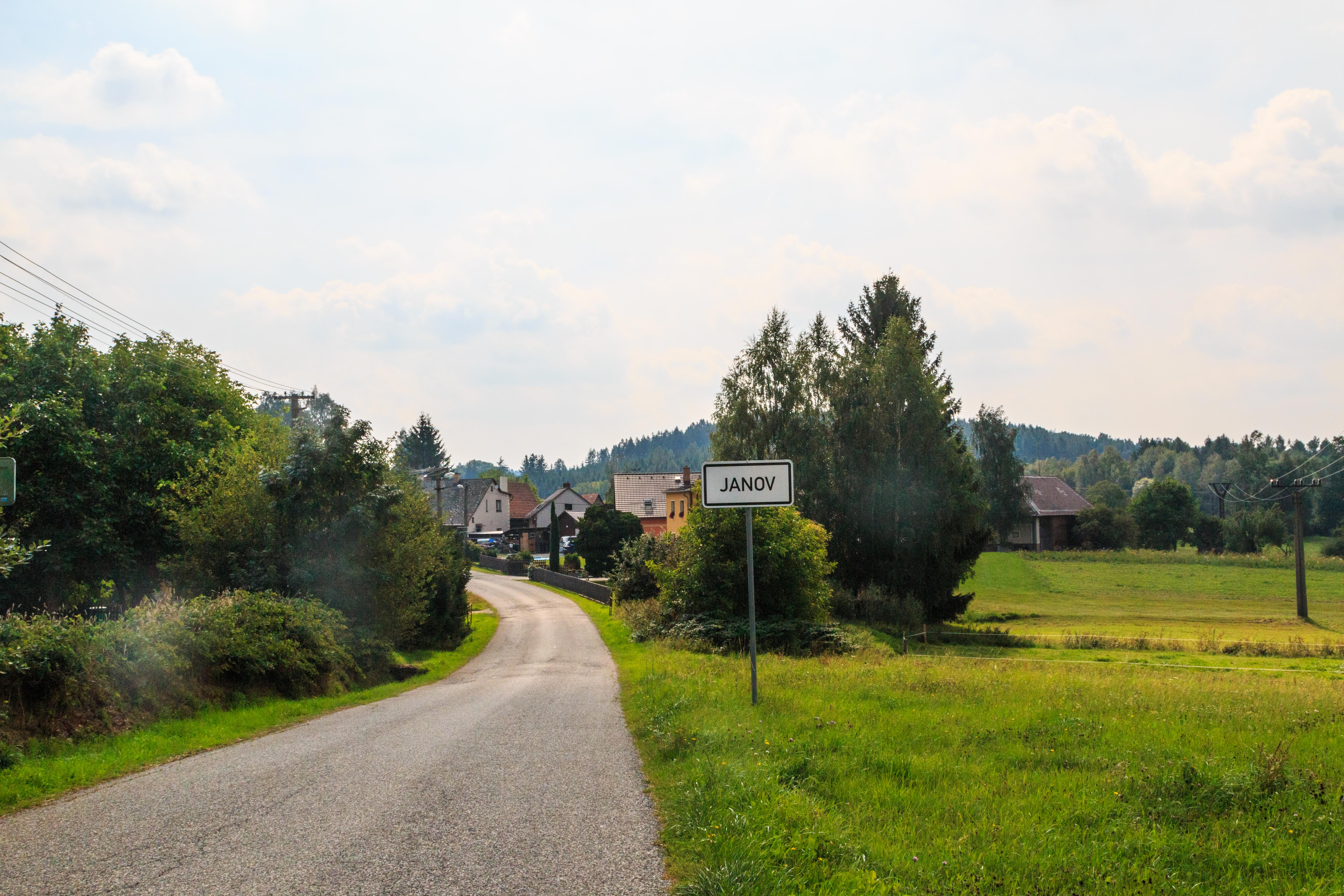
Příjezd od Tisu
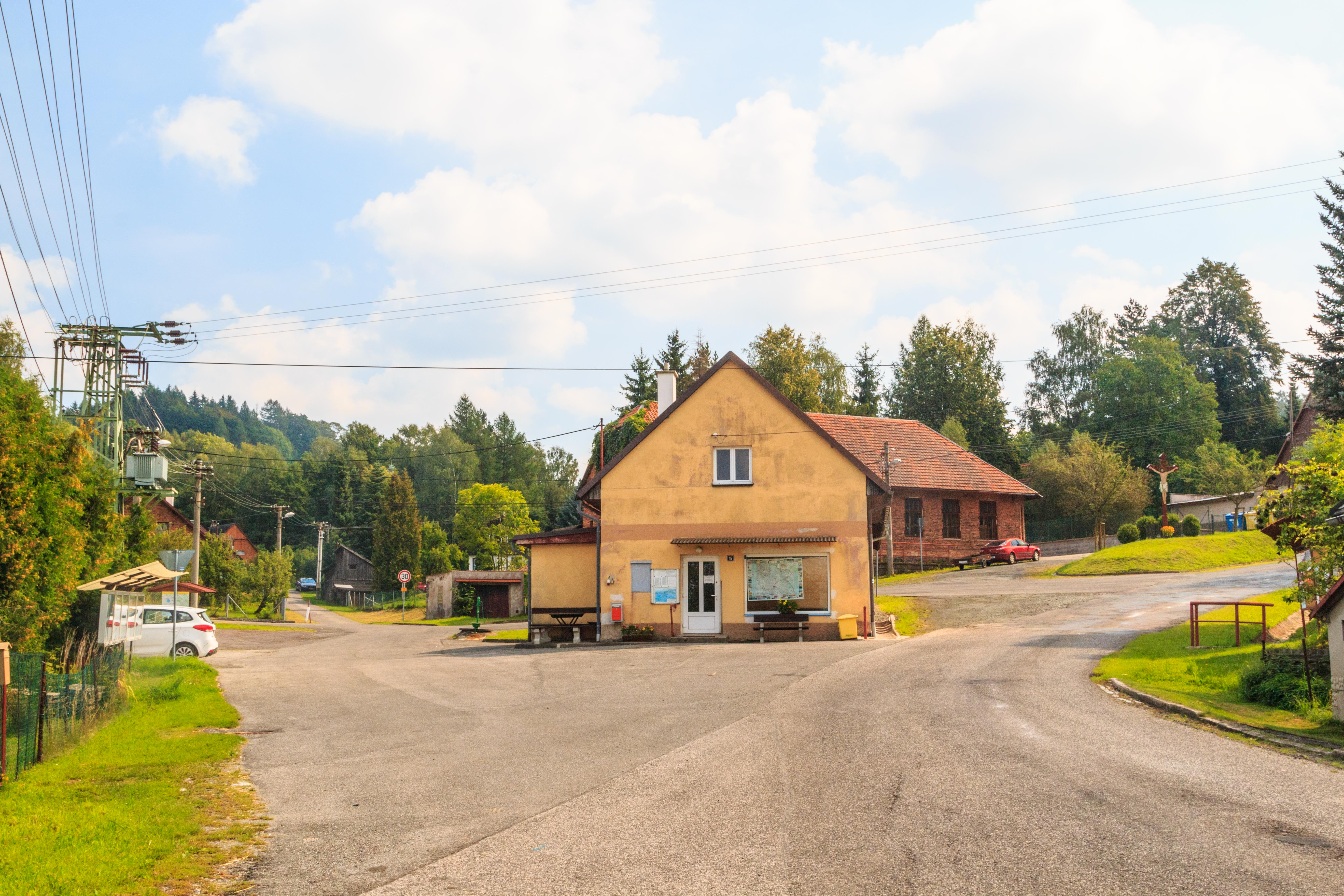
Dům čp. 15